# Панаев, Ипполит Александрович
Ипполит Александрович Панаев (1822—1901) — действительный статский советник, инженер путей сообщения Николаевской железной дороги, педагог и писатель

 — автор ряда книг философского содержания.

## Биография
Ипполит Панаев родился 28 июля 1822 года; из дворян. Его дедом был пермский губернский прокурор  Иван Иванович Панаев. Получив необходимое образование в Санкт-Петербурге, занял должность инженера путей сообщения на Николаевской железной дороге, где занимался строительством участка пути от Бологого до Москвы. В дальнейшем состоял в числе чинов по особым поручениям при главноуправляющем путями сообщения и публичных зданий, в середине 1860-х — инспектором классов в Институте инженеров путей сообщения.
Одновременно стал пробовать свои силы на литературном поприще. В основном публиковал свои повести и рассказы в журнале «Современник», где соредактором был его двоюродный брат Иван Иванович Панаев. С 1856 по 1866 год заведовал конторой и хозяйственной частью журнала. Оставил воспоминания о Некрасове.
В Энциклопедическом словаре Брокгауза и Ефрона философские труды И. А. Панаева были охарактеризованы как «лишенные научного значения книги», однако это лишь субъективное мнение одного анонимного автора; кроме того, со временем сочинения Панаева приобрели и некоторую историческую ценность (ссылки на него можно найти в публикациях XX—XXI вв.
Ипполит Александрович Панаев скончался в 1901 году.